# Cratere Hun Kal
Hun Kal  è un cratere d'impatto presente sulla superficie di Mercurio, a circa 0,5° di latitudine sud e 20,0° di longitudine ovest. Il suo diametro è pari a 0,93 km.
Il cratere funge, secondo la convenzione emanata dall'Unione Astronomica Internazionale, da punto di riferimento per l'intero sistema di coordinate geografiche mercuriano; il meridiano che lo attraversa è considerato, per definizione, il ventesimo meridiano ovest di Mercurio. Il nome del cratere significa appunto venti, in lingua maya.